# Louis Jacobs
Louis Jacobs (geb. 17. Juli 1920 in Manchester; gest. 1. Juli 2006 in London) war ein britischer Theologe und Rabbiner der New London Synagogue, Begründer des Masorti-Judentums (auch bekannt als konservatives Judentum) im Vereinigten Königreich. 

## Leben und Werk
Louis Jacobs wurde 1920 in Manchester geboren. Er promovierte in Geschichte bei Siegfried Stein. In den 1960er Jahren war er ein bekannter Autor und Theologe und Rabbiner der New West End Synagogue in London.
Jacobs lehrte am Jews’ College in London, wo er in den letzten Jahren der Amtszeit von Rabbiner Isidore Epstein als Rektor Talmud und Homiletik lehrte. Zu dieser Zeit hatte sich Jacobs von dem streng traditionellen Ansatz der jüdischen Theologie entfernt, der seine formativen Jahre geprägt hatte. Er ist dafür bekannt, dass er einen evolutionären Ansatz für den Ursprung und die Überlieferung der Bibel im Allgemeinen und der Tora im Besonderen eingebracht hat.
In seinem vieldiskutierten Buch We Have Reason to Believe (zuerst 1957) untersucht Jacobs die Grundüberzeugungen des Judentums im Lichte des modernen Denkens. Seine Form ist traditionell, aber nicht fundamentalistisch. Das Buch war der Hauptgrund für die „Jacobs-Affäre“, bei der die Ernennung des Autors zum orthodoxen Rabbiner abgelehnt wurde, da es nahelegt, dass die Lehre des „Tora Min Ha-Shamayyim“ („Die Tora ist aus dem Himmel“) neu interpretiert werden müsse, um nicht in Konflikt mit modernen Erkenntnissen zu geraten. Der Oberrabbiner Israel Brodie war dagegen dass Jacobs der Nachfolger von Epstein würde, und nachdem er merkte, dass niemand gegen Jacobs antreten wollte, ernannte er sich selbst als der Nachfolger von Epstein am Jews' College. Darauf traten fast alle Mitglieder der Schulleitung des Jews' College zurück. Die Kontroverse brach in den 1990er Jahren erneut aus, als Oberrabbiner Jonathan Sacks erklärte, dass diejenigen, die ähnliche Ansichten wie der Autor verträten, die Verbindung zum Glauben ihrer Vorfahren abgebrochen hätten.
Seine Autobiographie erschien unter dem Titel Helping With Inquiries (1989).
Er ist auf dem Western Cemetery in Cheshunt begraben.

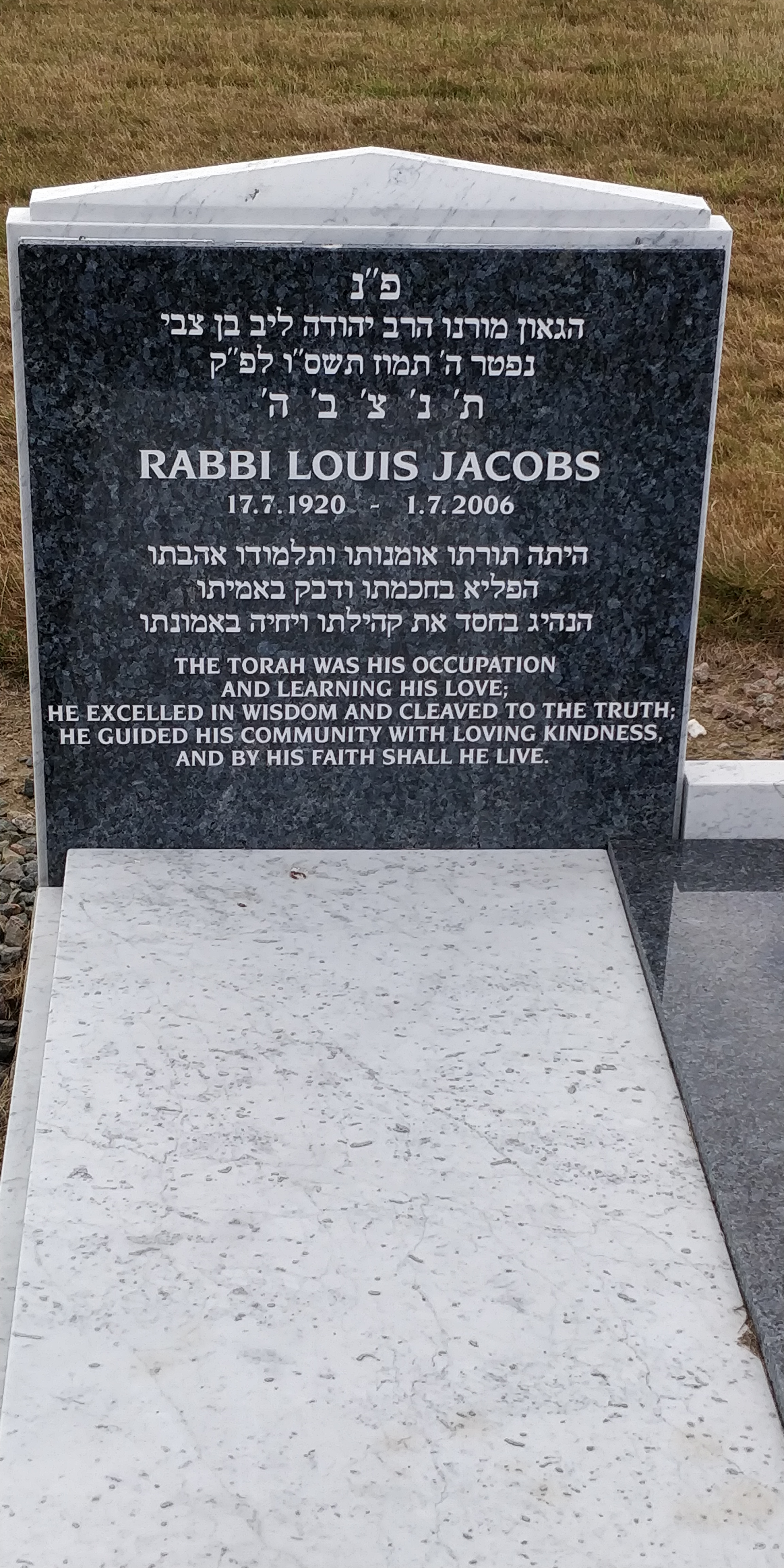
Grab von Rabbi Louis Jacobs auf dem Western Cemetery (Cheshunt)

Nachrufe auf Louis Jacobs erschienen unter anderem in The  Times, The Guardian, The Forward, The Independent und The Daily Telegraph.

## Publikationen (Auswahl)
- Jewish Prayer
- We Have Reason to Believe (1957, und später)
- Jewish Values
- Jewish Thought Today (Serie: "Chain of Tradition", Vol. 3)
- Studies in Talmudic Logic (and Methodology) (1961)
- A Jewish Theology
- Jewish Ethics, Philosophy and Mysticism
- The Book of Jewish Belief
- What does Judaism say about ...? (The New York Times Library of Jewish Knowledge)
- Helping With Inquiries (autobiography) (1989) ISBN 0-85303-231-9
- The Jewish Religion: A Companion, (1995), Oxford University Press, ISBN 0-19-826463-1
- Turn Aside from Evil and Do Good: An Introduction and a Way to the Tree of Life, (1995), "The Littman Library of Jewish Civilization", ISBN 1-874774-10-2 (Autor: Zevi Hirsch Eichenstein, trad. di Louis Jacobs)